# Oxyde d'holmium(III)
L'oxyde d'holmium(III) est un composé chimique de formule Ho2O3. C'est le sesquioxyde de l'holmium, une terre rare. Il se présente sous la forme d'une poudre jaune cristallisée dans le système cubique et le groupe d'espace Ia3 (no 206), structure cristalline qu'il partage avec d'autres sesquioxydes de lanthanides lourds comme Tb2O3, Dy2O3, Er2O3, Tm2O3, Yb2O3, et Lu2O3, avec 16 atomes par maille conventionnelle et un paramètre cristallin de 1,06 nm.
Il est présent naturellement à l'état de traces dans divers minéraux contenant des terres rares, comme la gadolinite et la monazite. Sa largeur de bande interdite de 5,3 eV devrait lui valoir une apparence incolore, mais sa couleur jaune provient de ses nombreux défauts cristallins — notamment des lacunes d'oxygène — ainsi que des transitions internes du cation Ho3+.

## Préparation
Il se forme par oxydation de l'holmium :
4 Ho + 3 O2 ⟶ 2 Ho2O3.
On peut également l'obtenir par décomposition thermique de sels d'holmium tels que le nitrate d'holmium Ho(NO3)3 ou l'oxalate d'holmium Ho2(C2O4)3 :
Ho2(C2O4)3 ⟶ 2 Ho2O3 + 6 CO.
Le traitement de l'oxyde d'holmium(III) par le chlorure d'hydrogène HCl ou le chlorure d'ammonium NH4Cl donne le chlorure d'holmium HoCl3 :
Ho2O3 + 6 NH4Cl ⟶ 2 HoCl3 + 6 NH3 + 3 H2O.

## Utilisation
L'oxyde d'holmium(III) est l'un des colorants utilisés avec la zircone cubique et le verre, donnant une coloration jaune, rouge ou rose. Les verres contenant de l'oxyde d'holmium(III) et les solutions contenant ce composé (généralement dans l'acide perchlorique) présentent des raies d'absorption dans le domaine de longueurs d'onde de 200 à 900 nm sont disponibles dans le commerce et utilisées pour l'étalonnage des spectrophotomètres optiques,. Comme la plupart des autres oxydes de terres rares, l'oxyde d'holmium(III) est utilisé comme catalyseur spécialisé, comme substance phosphorescente et comme couche active de laser à l'état solide. Les lasers à holmium fonctionnent à environ 2,08 µm, que ce soit en mode continu ou en mode pulsé : ces lasers ne sont pas dangereux pour les yeux et sont utilisés en médecine et les lidars pour l'analyse de l'atmosphère et de la vitesse du vent.

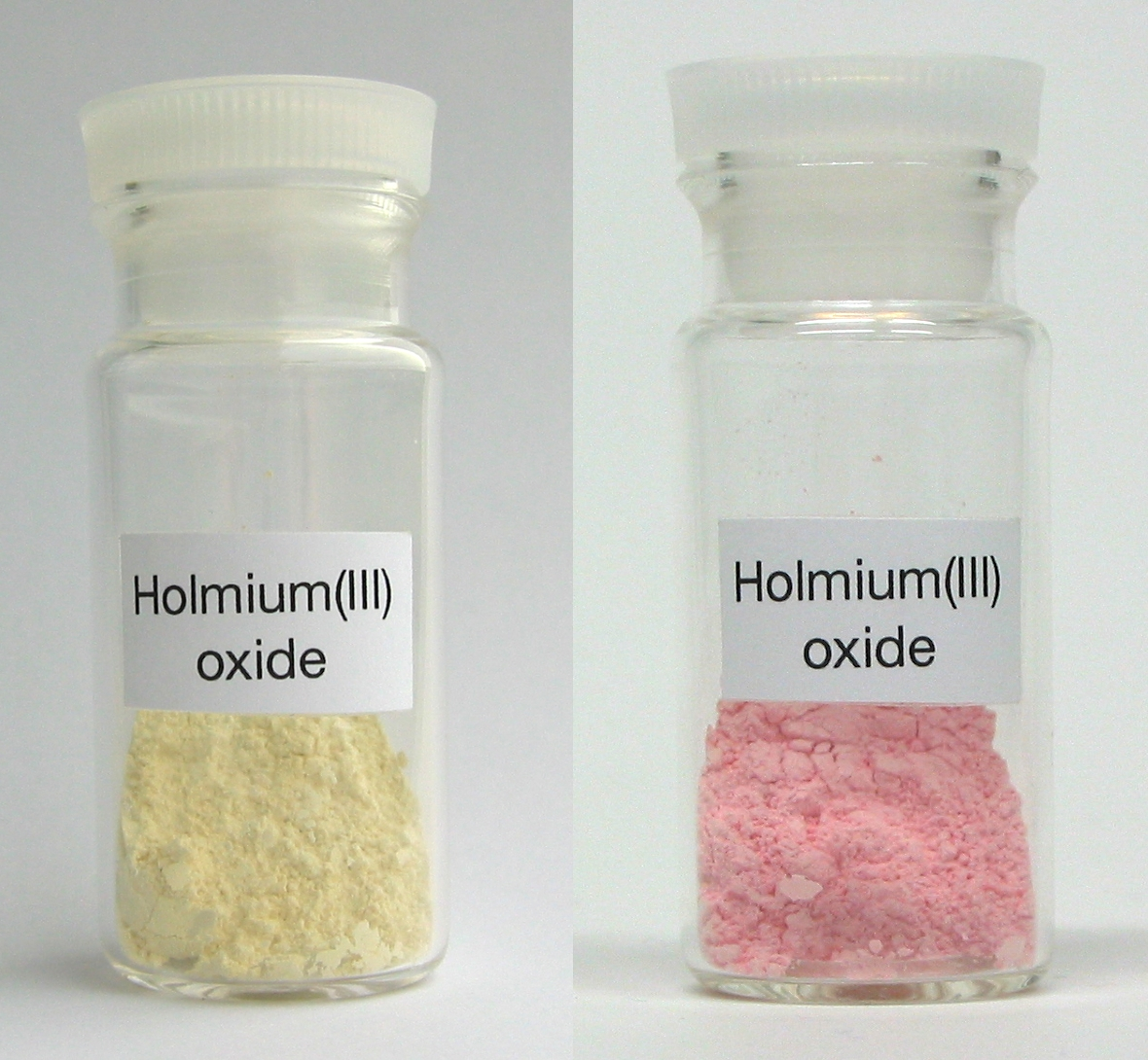
Ho2O3 vu sous lumière visible à gauche et sous tube fluorescent à droite.